# باتريشيا دال
باتريشيا دال (بالإسبانية: Patricia Dal) هي راقصة وممثلة أرجنتينية، ولدت في 12 فبراير 1952 في الأرجنتين.

## وصلات خارجية
- باتريشيا دال على موقع IMDb (الإنجليزية)
- باتريشيا دال على موقع قاعدة بيانات الفيلم (الإنجليزية)